# سعید انصاریان
سعید انصاریان (زاده ۲۲ خرداد ۱۳۶۷، الگن) شاعر، مستندساز و فعال محیط زیست اهل ایران است.

## زندگی
انصاریان متولد ۲۲ خرداد ۱۳۶۷ در روستای الگن، از توابع بخش چاروسا در استان کهگیلویه و بویراحمد است. وی دانش‌آموخته رشته کارشناسی کارگردانی سینما از دانشگاه بوشهر است. حدود ۱۰ سال در تهران زندگی کرد، اما تماشای مستند نمک زمین او را به این تصمیم رساند که پایتخت را ترک کند و به زادگاهش، الگن، بازگردد.

## فعالیت
«من در الگن به دنیا آمده‌ام و همراه خانواده و به خاطر شغل پدرم در دهدشت کهگیلویه ساکن بودیم، اما مثل بسیاری از جوانان الگنی و دهدشتی برای تحصیل در دانشگاه از زادگاهم خارج شدم و بعد از تحصیل در دانشگاه بوشهر، از سال ۸۹ و برای کار به تهران آمدم.»

—سعید انصاریان مصاحبه با روزنامه جام جم

### شعر
بیشتر سروده‌های سعید انصاریان که خودش را سرایدار زاگرس و سرایدار وطن می‌داند دربارهٔ ایران است.

### بنیاد اَلگِن
بنیاد الگن، یک نهاد مردمی فعال در حوزه محیط‌زیست است. انصاریان تصمیم گرفت ایده خود را در قالب یک بنیاد غیردولتی اجرا کند. او با همکاری و مشورت محمد درویش، فعال محیط‌زیست، آغاز به کار این بنیاد را از طریق انتشار تصاویر و کلیپ‌های صوتی و تصویری اعلام کرد. این اقدام با استقبال گسترده مردم و فعالان محیط‌زیست در ایران روبه‌رو شد.
بنیاد الگن از سال ۱۳۹۸ توانست ۱۰۰۰ هکتار از زمین‌های این منطقه را قرق کرده و از چرای بی‌رویه دام محافظت کند. برای جلب همراهی مردم محلی در اجرای این طرح، توسعه گردشگری منطقه را در پیش گرفت. در همین راستا، اقداماتی همچون بازسازی روستای الگن، کانال‌کشی، ترمیم بناها، آموزش روستاییان و جذب گردشگران ایمن انجام شد. اَلگِن روستای در زاگرس است که از جنوب به دهدشت و از شمال به دیشموک راه دارد.
سعید انصاریان، علاوه بر کاشت و حفاظت از درختان بلوط، به آموزش کودکان روستایی و ترمیم بناهای بومی با هدف ایجاد چرخه‌ای پایدار در اقتصاد و گردشگری روستا می‌پردازد. او در الگن پایگاهی به نام سرای امید تأسیس کرده است تا نیروهای داوطلب و حرفه‌ای را برای حفاظت از زاگرس آموزش دهد.

## دستاوردها
سعید انصاریان و بنیاد الگن برنده ملی سومین دوره جایزه محیط زیستی دکتر رادمنش شدند. در سال ۱۴۰۳ او برنده جایزه ترویج علم سال شد. بنیاد الگن لوح تحسین جایزه مهرگان علم را نیز دریافت کرد.

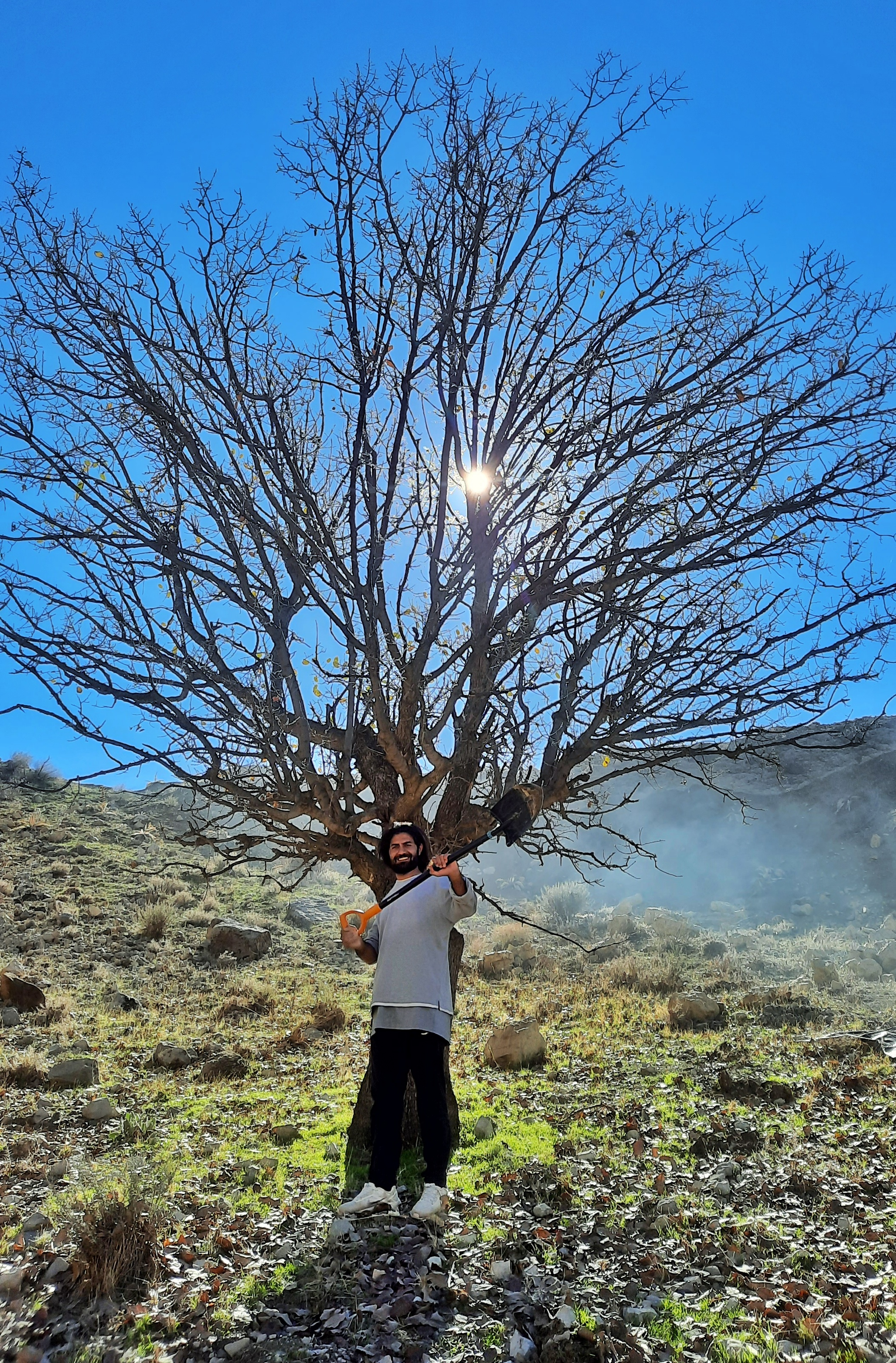
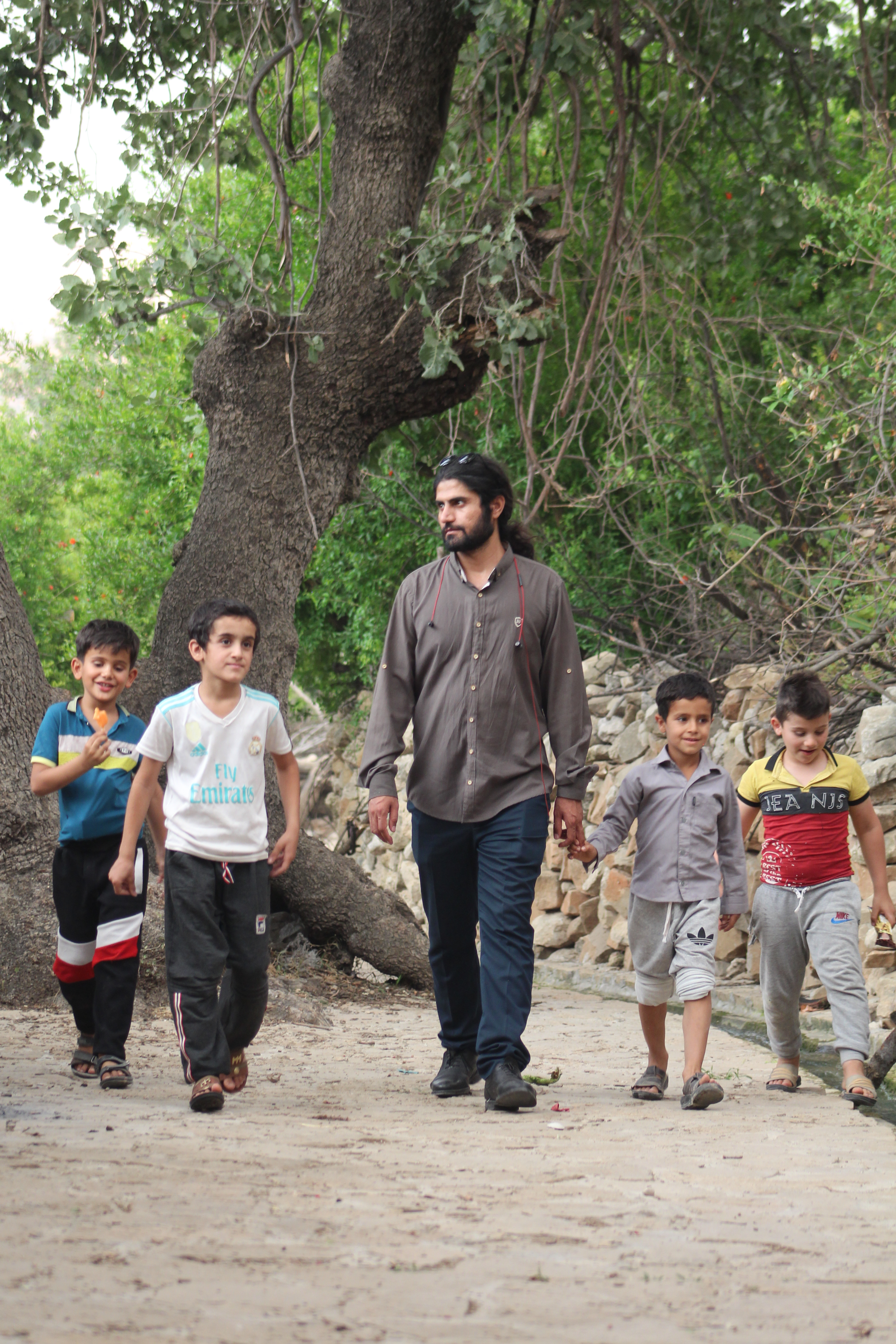
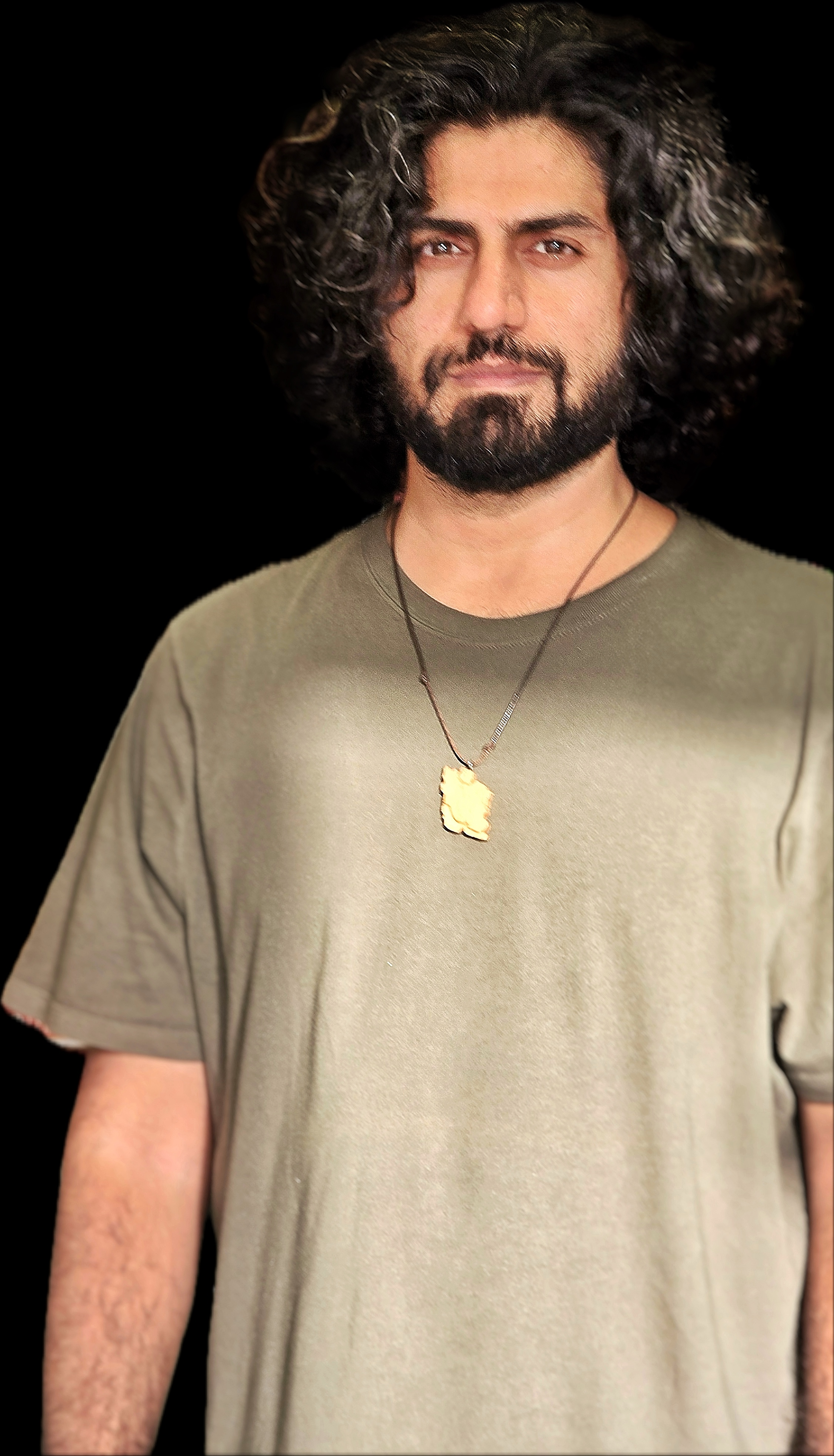